# Trace Adkins
Tracy Darrell "Trace" Adkins (Springhill, 13 de janeiro de 1962) é um artista estado-unidense de música country. Ele fez seu début em 1996 com o álbum Dreamin' Out Loud, lançado pela Capitol Records Nashville. Desde então, Adkins lançou mais sete álbuns de estúdio e duas compilações greatest hits. Em adição, ele teve mais de vinte canções nas paradas de música country da Billboard, incluindo os sucessos "(This Ain't) No Thinkin' Thing", "Ladies Love Country Boys", e "You're Gonna Miss This", que chegaram a primeira posição em 1997, 2007, e 2008, respectivamente. Todos, exceto um, de seus álbuns receberam certificações de disco do ouro ou platina nos Estados Unidos; seu álbum mais vendido até esta data é Songs About Me de 2005, que foi certificado 2 vezes; Multi-Platina por vender duas milhões de cópias.